# Diana Iovanovici Șoșoacă
Diana Iovanovici Șoșoacă (Bucarest, 13 novembre 1975) è un avvocato e politica rumena, dal luglio 2024 membro del Parlamento europeo dopo essere stata in precedenza senatrice della Romania. Affiliata al partito di ultra-destra S.O.S. Romania, è nota per i suoi messaggi anti-vaccini e anti-europei. Nel 2021 è stata espulsa dal partito AUR per motivi di indisciplina. Il 18 luglio 2024, a Strasburgo, in occasione della prima sessione dell'Europarlamento, viene scortata fuori dall'aula dopo aver indossato una museruola durante il discorso inaugurale di Ursula von der Leyen.

## Biografia
Diana Iovanovici Șoșoacă è nata il 13 novembre 1975 a Bucarest.  I suoi nonni paterni erano originari di Skopje, l'odierna Macedonia del Nord, all'epoca Jugoslavia; Diana Iovanovici Șoșoacă ha dichiarato in proposito: "metà di me è di Skopje". Il nonno paterno, che aveva combattuto durante la seconda guerra mondiale nella battaglia di Stalingrado, emigrò in Romania con tutta la famiglia. Una zia di Diana sarebbe stata imprigionata per aver combattuto contro il regime comunista rumeno. La madre è Alice Florescu Bleotu, ginecologa e appassionata di esoterismo. Si è laureata in giurisprudenza all'Università Romena-Americana della capitale.
Ha guadagnato notorietà nel 2020, dopo aver pubblicato diversi messaggi contro le misure di restrizione contro il COVID-19 su siti di social media come Facebook. Iovanovici Șoșoacă è un ex membro dell'Alleanza per l'Unione dei Rumeni (AUR) e parte del Senato della Romania per il distretto di Iași dal 21 dicembre 2020. In seguito ha detto che non voleva entrare nel Parlamento della Romania, ma che era stata costretta da suo marito, Alexandru Stănilă. Il 10 febbraio 2021 è stata esclusa dal gruppo parlamentare dell'AUR dopo che i leader del partito Claudiu Târziu e Sorin Lavric hanno proposto la sua esclusione per non aver seguito la strategia del partito. È stata una delle principali figure antivacciniste durante la pandemia di COVID-19 in Romania. Sostiene anche l'uscita della Romania dall'Unione europea, e ha una retorica anti-immigrazione incentrata sul medico di origine siriana Raed Arafat.
Si è candidata a sindaco di Bucarest alle elezioni locali del 2024, arrivando sesta con il 2,5% dei voti.
È stata eletta al parlamento europeo alle elezioni europee del 9 giugno 2024. Il primo giorno della plenaria di Strasburgo ha suggerito che il Parlamento dovrebbe essere "benedetto" e "purificato" da un sacerdote. Șoșoacă ha quindi indossato una museruola sul viso in segno di dissenso durante il discorso di apertura di Ursula von der Leyen. Più tardi, ha protestato a gran voce quando la deputata francese Valérie Hayer ha suggerito che il diritto all'aborto fosse incluso nella Carta dei diritti fondamentali dell'UE: dopo aver interrotto più volte il discorso, è stata scortata fuori dall'aula.
Ha presentato la propria candidatura alle elezioni presidenziali in Romania del 2024, ma il 5 ottobre 2024 è stata respinta sulla base di una sentenza della Corte costituzionale. Secondo i giudici l'ammissione della sua candidatura avrebbe violato alcuni requisiti per l'eleggibilità riguardanti il rispetto dei valori della democrazia, dello stato di diritto e l'osservanza della costituzione, cui il Presidente della Romania è obbligato.
Si è quindi presentata alle elezioni parlamentari del 2024 come capolista di S.O.S. Romania al senato per la circoscrizione di Bucarest. Pur avendo ottenuto l'elezione, ha rinunciato al seggio, optando per il ruolo di europarlamentare.
Nel 2025 ha provato nuovamente a registrare una candidatura alle elezioni presidenziali, ma il 15 marzo l'ufficio elettorale l'ha rigettata.

## Vita privata
Diana Iovanovici Șoșoacă era sposata con Dumitru Silvestru Șoșoacă, che era il suo terzo marito.

## Controversie
- Il 12 dicembre 2021 è stata accusata dal canale televisivo italiano Rai 1 di aver sequestrato la giornalista Lucia Goracci, a seguito di alcune domande sulla pandemia di COVID-19 da lei ritenute scomode. La Goracci è stata poi arrestata dalla polizia con le false accuse di furto e violazione di domicilio mosse dalla senatrice, ed è stata rilasciata solo a seguito dell'intervento dell'ambasciata italiana.[33]
- Nel marzo 2023, nel contesto dell'Invasione russa dell'Ucraina, ha presentato in parlamento un progetto legge per l'annessione di diversi territori dell'Ucraina alla Romania. Il ministero degli esteri ucraino ha annunciato l'introduzione di sanzioni contro Șoșoacă, per minacce alla sicurezza nazionale[34].